# Otto von Frankenberg-Lüttwitz
Otto Kasper Friedrich Heinrich von Frankenberg-Lüttwitz (* 8. August 1829 in Bielwiese, Kreis Steinau; † 10. März 1905 in Berlin-Halensee) war ein preußischer General der Kavallerie.

## Leben

### Herkunft
Otto war ein Sohn des preußischen Majors a. D. und Herrn auf Bielwiese Heinrich von Frankenberg-Lüttwitz (1784–1835) und dessen Ehefrau Klara, geborene von Thielau (1800–1862).

### Militärkarriere
Nach dem frühen Tod seiner Eltern besuchte Lüttwitz zunächst das Kadettenhaus in Wahlstatt, wurde aber auf Wunsch seines Vormundes entlassen und kam auf die Ritterakademie in Liegnitz. Anschließend trat er am 1. November 1847 als Ulan in das 3. Ulanen-Regiment der Preußischen Armee ein und avancierte bis Mitte April 1850 zum Sekondeleutnant. Ab Oktober 1853 war er auf ein Jahr an die Zentralturnanstalt kommandiert. Mitte März 1857 erfolgte seine Versetzung in das Regiment der Gardes du Corps. Lüttwitz stieg Ende Mai 1860 zum Rittmeister auf, war vom 12. November 1862 bis zum 13. Juni 1864 Chef der 5. Kompanie und anschließend als Chef der 8. Kompanie Kommandeur der 4. Eskadron. Während des Deutschen Krieges von 1866 nahm er an den Kämpfen bei Skalitz, Schweinschädel, Gradlitz, Josefstadt und Königgrätz.
Nach dem Krieg wurde Lüttwitz am 14. November 1866 zum Chef der 5. Kompanie und Kommandeur der 3. Eskadron ernannt. Am 22. März 1868 zum Major befördert, wurde er am 11. Dezember 1869 etatmäßiger Stabsoffizier. Während des Krieges gegen Frankreich kämpfte er bei Gravelotte, Beaumont, Sedan und Le Bourget sowie der Belagerung von Paris. Dafür erhielt er am 31. Mai 1871 das Eiserne Kreuz II. Klasse.
Nach dem Krieg wurde er am 22. März 1873 zum Oberstleutnant befördert und unter Stellung à la suite am 27. Mai 1873 mit der Führung des 1. Brandenburgischen Ulanen-Regiments Nr. 3 beauftragt. Am 2. September 1873 erfolgte seine Ernennung zum Regimentskommandeur. Vom 7. Juli bis zum 7. August 1874 war Lüttwitz zu den großen russischen Manövern bei Warschau und Sankt Petersburg kommandiert. Er avanancierte Ende März 1876 zum Oberst, wurde am 13. Dezember 1881 unter Stellung à la suite seines Regiments zum Kommandeur der 9. Kavallerie-Brigade ernannt und in dieser Eigenschaft am 6. Juli 1882 zum Generalmajor befördert. Anschließend erfolgte am 15. Januar 1887 seine Beförderung zum Generalleutnant und die Ernennung zum Kommandeur der 20. Division. Lüttwitz erhielt am 5. Mai 1888 den Stern zum Roten Adlerorden II. Klasse mit Eichenlaub sowie am 21. September 1889 den Kronen-Orden I. Klasse. Unter Verleihung des Charakters als General der Kavallerie wurde er am 14. Januar 1890 mit Pension zur Disposition gestellt.
Er starb am 10. März 1905 in Berlin-Halensee und wurde anschließend am 15. März 1905 auf dem Luisenstädtischen Friedhof beigesetzt.
Am 1. Januar 1887 schrieb der Kommandierende Generals des V. Armee-Korps von Meerscheidt-Hüllessem in seiner Beurteilung: „Sein wohlwollender und ernster Charakter, sein bestimmtes, energisches Wesen, seine große Tätigkeit und seine vornehme Gesinnung lassen ihn bei seiner praktischen Befähigung zum Divisionskommandeur geeignet erscheinen.“

### Familie
Frankenberg heiratete am 6. Oktober 1869 in Auras (Kreis Woblau) seine Nichte Eleonore Freiin von Schuckmann (1845–1926). Das Paar hatte mehrere Kinder, darunter:
- Eberhard (1876–1915), preußischer Hauptmann, gefallen bei Chaulnes
- Heinrich (* 1878), Major a. D.[2] ⚭ 1939 Erna Elisabeth Betty Schmidt